# Rudolf Hoflehner
Rudolf Hoflehner (Linz, 8 augustus 1916 – Colle di Val d'Elsa-Pantaneto, 3 september 1995) was een Oostenrijkse schilder, graficus en beeldhouwer.

## Leven en werk
Hoflehner studeerde van 1932 tot 1936 werktuigbouwkunde aan de Staatsgewerbeschule in Linz en aansluitend van 1936 tot 1938 architectuur aan de Technische Hochschule in Graz. Van 1938 tot 1939 volgde hij een opleiding decorbouw aan de Academie van beeldende kunsten in Wenen. Van 1939 tot 1945 deed hij dienst bij het Duitse leger. Na de Tweede Wereldoorlog was hij van 1945 tot 1951 docent aan de kunstnijverheidsschool in Linz. Van 1951 tot 1954 studeerde hij weer aan de kunstacademie in Wenen bij de beeldhouwer Fritz Wotruba. Gedurende zijn studiejaren was hij al in diens atelier werkzaam en hij schakelde over van schilderkunst op beeldhouwkunst.
In 1955 ondernam Hoflehner met een Unesco-beurs een lange studiereis naar Griekenland. Zijn metalen sculpturen werden in de jaren daarna gekenmerkt door een grote expressiviteit en verwijzen sterk naar het rechtopstaande, menselijke lichaam. Zijn eerste werk (Figur 1) noemde hij Archaic Figure. In 1959 nam hij deel aan documenta 1 in het Duitse Kassel en in Wenen ontving hij de Preis der Stadt Wien für Bildende Kunst. In 1962 volgde zijn benoeming tot hoogleraar aan de Staatliche Akademie der Bildenden Künste Stuttgart. Hij vervulde deze functie tot zijn pensionering in 1981. In 1964 en in 1977 werd Hoflehner wederom uitgenodigd voor deelname aan documenta II respectievelijk documenta 6 en in 1976 vertegenwoordigde hij Oostenrijk tijdens de Biënnale van Venetië. Van 1968 tot 1985 creëerde hij geen metaalplastieken meer. In 1968 schiep hij onder invloed van Francis Bacons maatschappijkritische en existentiële schilderijen. Bekend werden uit deze periode zijn zelfportretten (1976) en de tussen 1977 en 1985 gemaakte Todesmeditationen. Hoflehner was een belangrijke vertegenwoordiger van de moderne naoorlogse kunst in Oostenrijk. In 2006 behoorde zijn werk tot de geëxposeerde kunstwerken van de jubileumtentoonstelling Was ist Plastik. 100 Jahr - 100 Köpfe in het Lehmbruck-Museum in Duisburg.
In 1969 werd hij met de Grote Oostenrijkse Staatsprijs onderscheiden. Hij heeft een grote invloed gehad op het werk van zijn leerling (1963-1965) en latere assistent (1965-1967) Max Schmitz .

## Fotogalerij

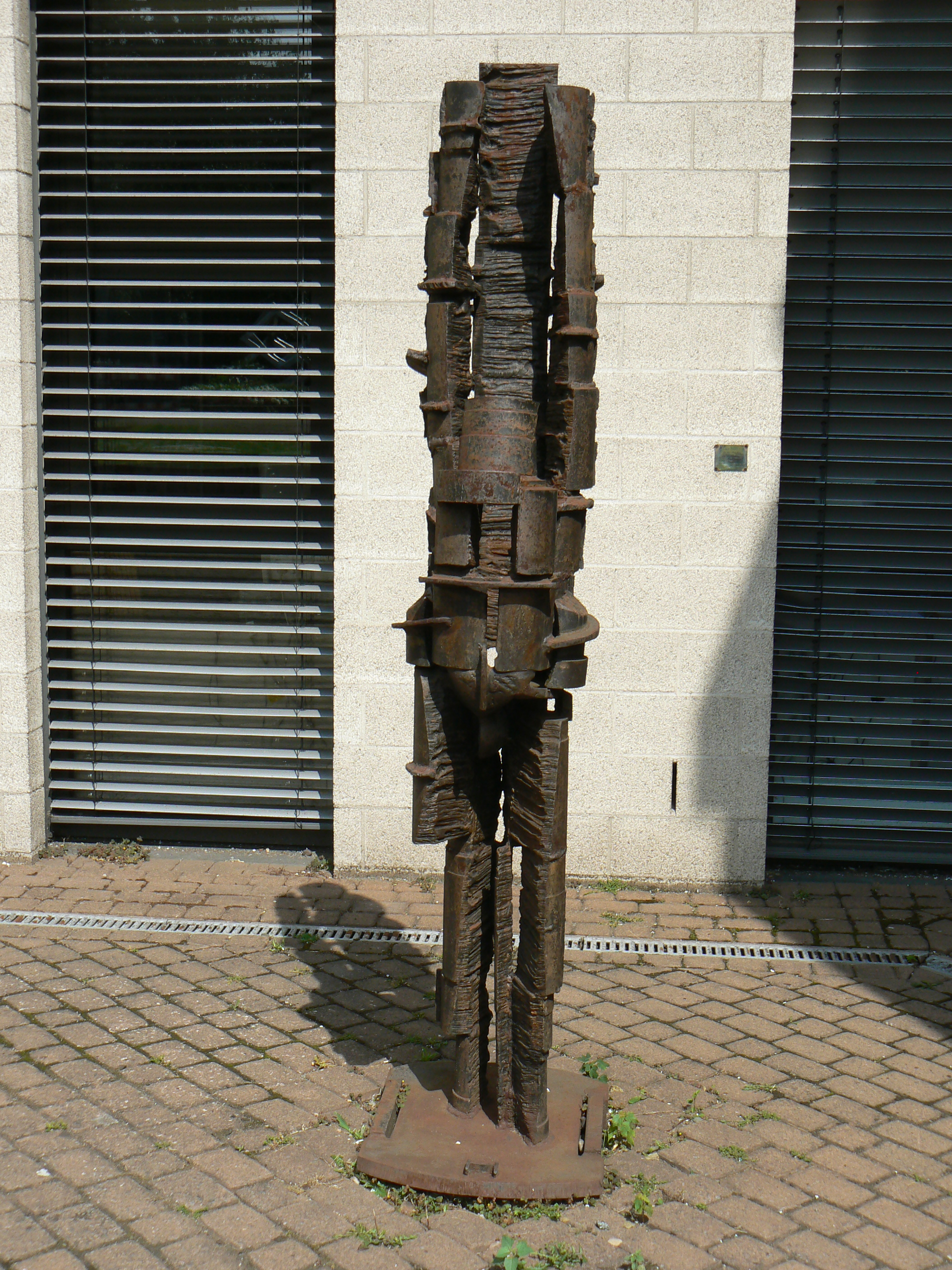
Formation 29 (1959/60), Beeldenpark van het Lehmbruck-Museum in Duisburg
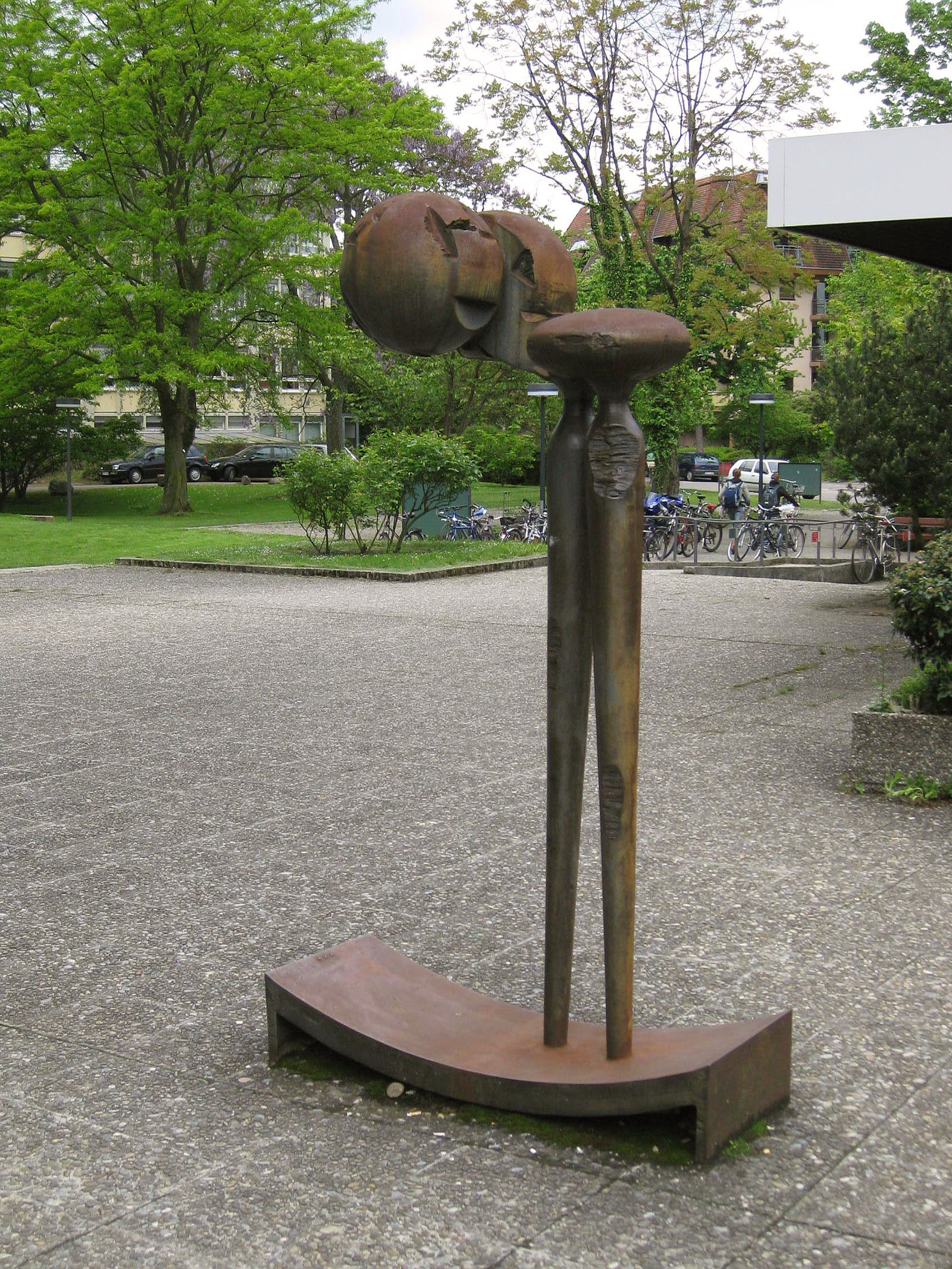
Venus von Krieau - Figur 81 (1964), Freiburg im Breisgau